# Armenseelenkapelle (Stockheim)
Die Armenseelenkapelle ist eine ca. 7 m2 große Kapelle
nahe der unterfränkischen Ortschaft Stockheim im Landkreis Rhön-Grabfeld.

## Lage

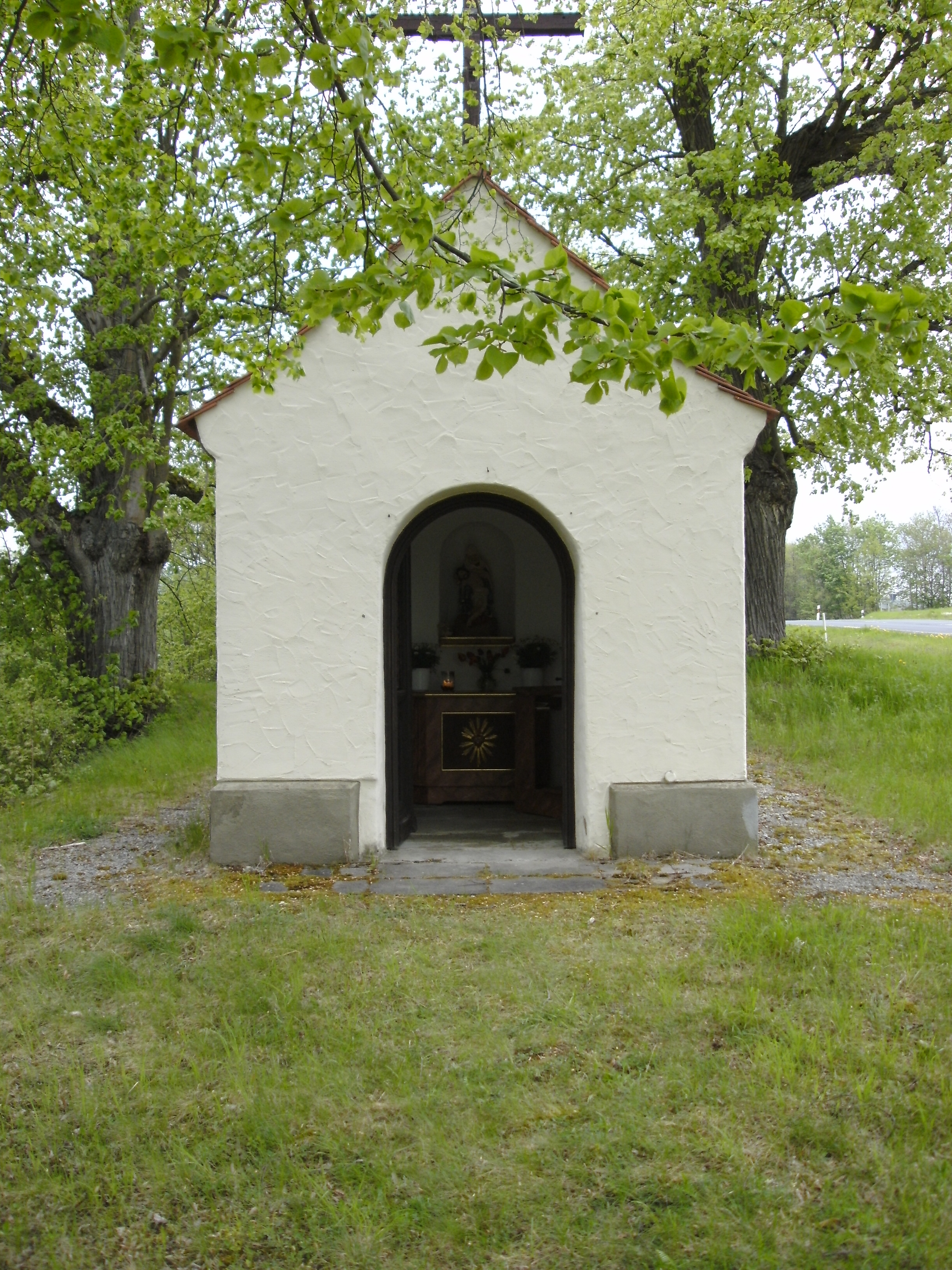
Die Armenseelenkapelle im Frühjahr

Die Kapelle liegt etwa 200 m außerhalb des Ortes an der B 285 in Richtung Ostheim, schräg gegenüber der Abzweigung nach Willmars.

## Ensemble

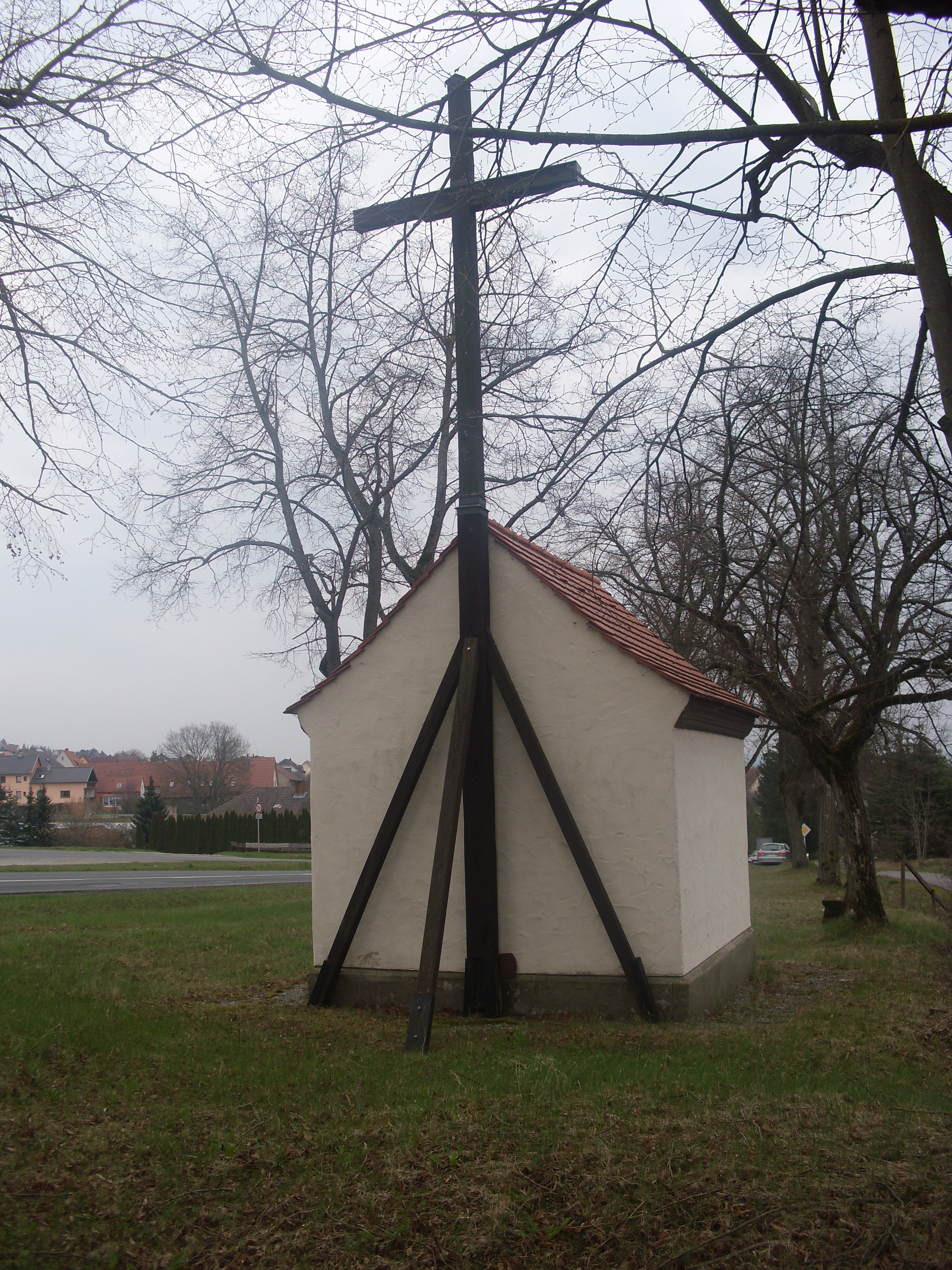
Die Verankerung des Kreuzes an der Rückseite

### Der Bau
Die Kapelle hat eine Grundfläche von 3,40 × 2,10 m. Die fensterlosen Seiten sind rund 2,55 m hoch, das Gebäude selbst ist vorne 4, hinten 3,80 m hoch, bedingt durch den Hügel, auf dem die Kapelle steht.
Der Eingang zur Kapelle ist eine etwa zwei Meter hohe Holztür mit Verglasung sowie einem Gitter. Das Dach ist mit U-förmigen Schindeln gedeckt.
An der Rückseite befindet sich ein etwa acht Meter hohes Holzkreuz, das von drei Stützen gehalten wird.

### Der Innenraum

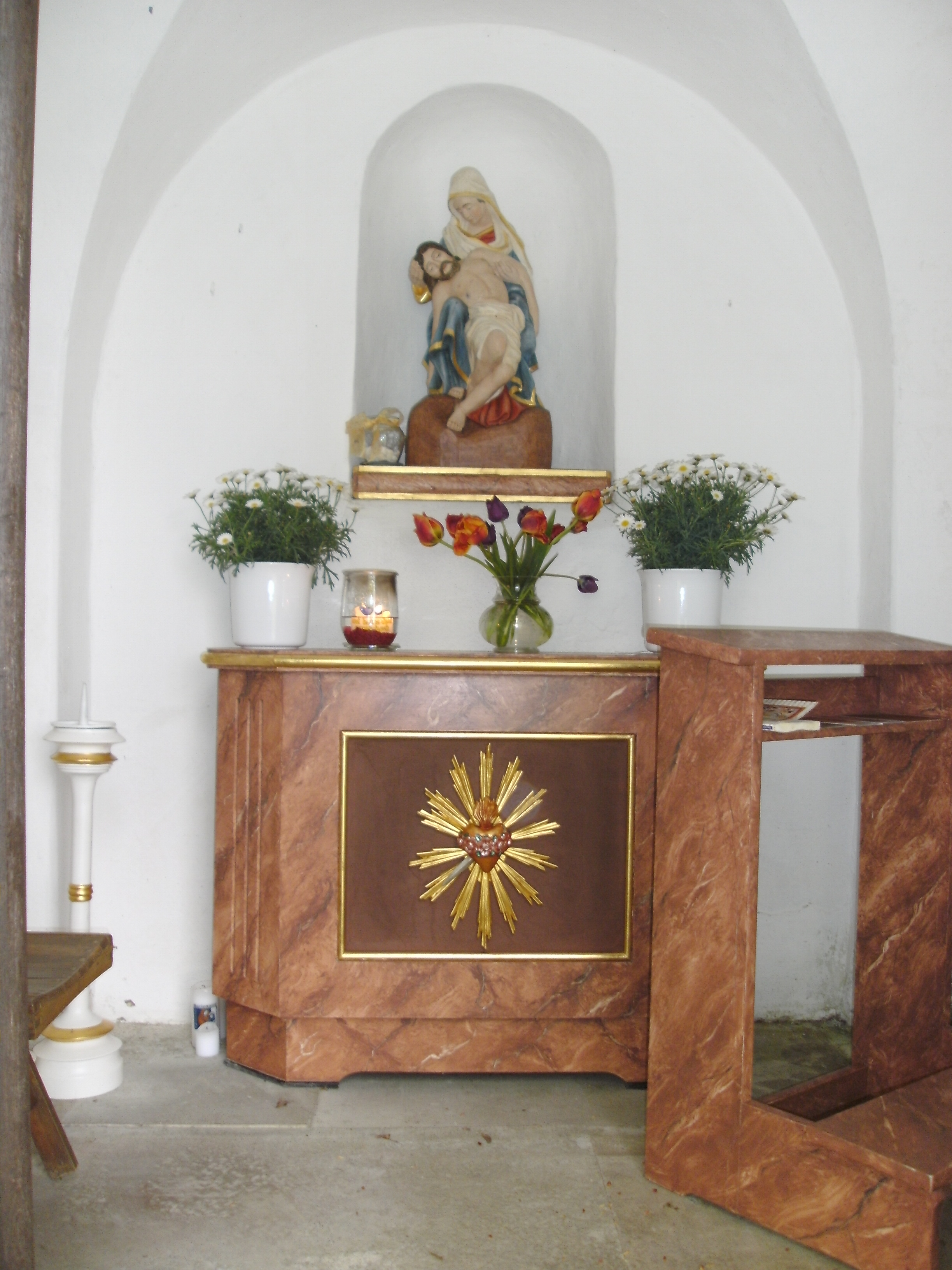
Der Innenraum der Kapelle

Der Innenraum ist in Weiß gehalten, die Decke des quadratisch anmutenden Raumes ist an ein Kreuzgewölbe angelehnt.
Die Kapelle selbst hat einen kleinen Wandaltar aus Holz. Auf diesem werden vor allem in der warmen Jahreszeit Blumen abgelegt. In einer Nische dahinter wird eine Pietà aufbewahrt. Auch ist eine Bank zum Beten vorhanden, mehrere Leuchter, werden bei Gebet und Messe angezündet. An der linken Wand weist eine Tafel auf die Geschichte des Gebäudes hin.

### Der Bereich um die Kapelle

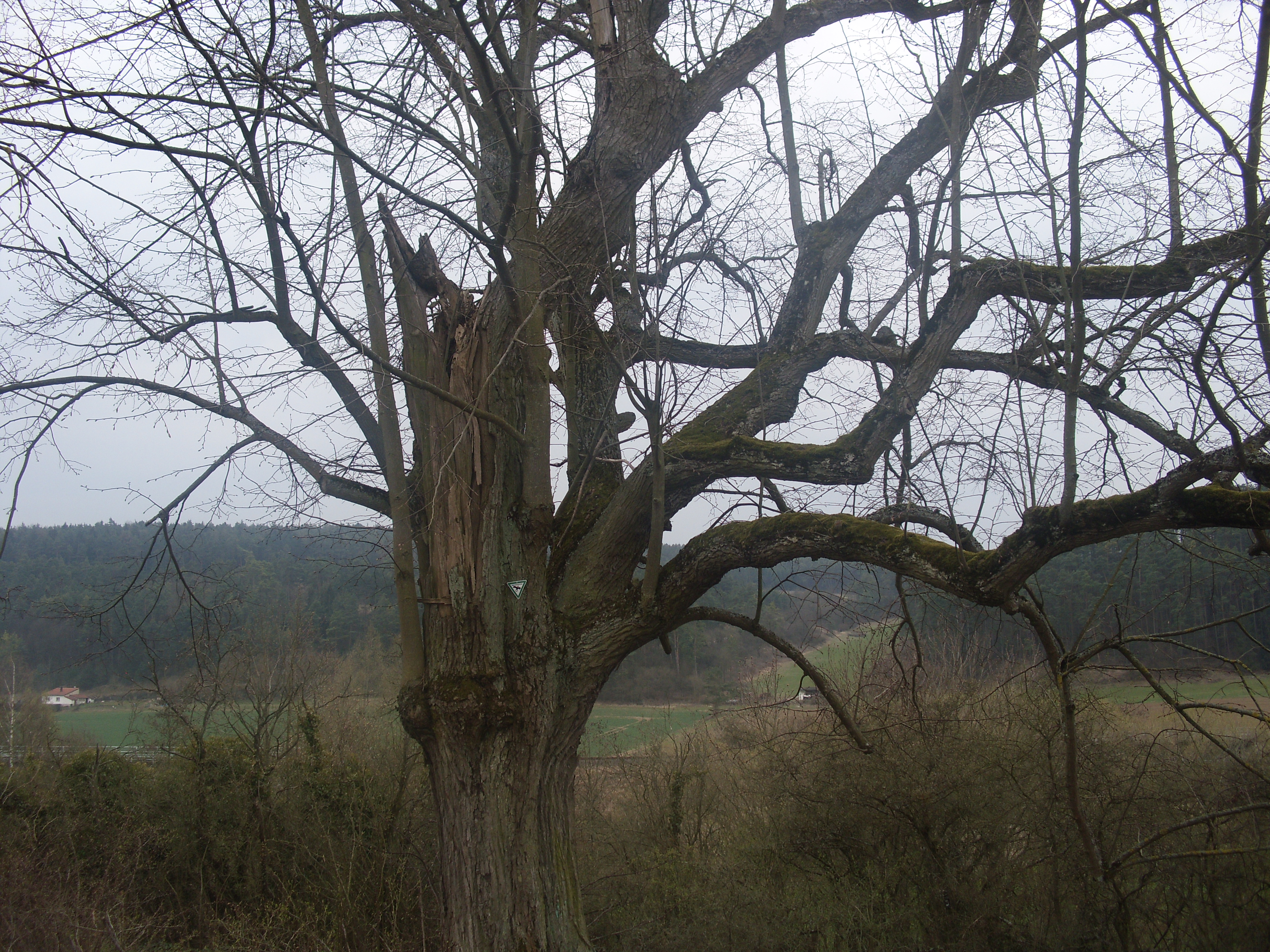
Die linke der beiden hinteren Linden

Das Gelände wird von neun Linden umsäumt, sieben vor der Kapelle, zwei dahinter. Die beiden letzteren, bei denen teilweise große Teile der Kronen wegbrachen, stehen unter Naturschutz.
Die vorderen Linden sind in einer Art Allee angeordnet, welche 50 Meter vor der Kapelle parallel zur Straße beginnt. An deren Ende steht, leicht nach links gedreht, die Kapelle. Immer zwei Bäume stehen nebeneinander. Eine Ausnahme bildet die dritte Linde links, die kein Gegenüber hat.
Nördlich führt die Bundesstraße vorbei, südlich ein Fuß- und Radweg. Von diesem führt eine Treppe zur Kapelle hinauf.

## Geschichte
Die Kapelle wurde im 18. Jahrhundert erbaut. Im Jahre 1954 besaß das Gotteshäuschen noch einen kleinen, heute nicht mehr vorhandenen, Vorbau, eine Art Verlängerung des Türsturzes, getragen von zwei Säulen. Im Jahr 1968 wurde der geschnitzte Christus-Corpus, der zuvor am Kreuz hinter der Kapelle hing, aus Witterungsgründen und wegen der Abgasbelastung von der nahegelegenen Bundesstraße in die Kreuzkapelle überführt. 1979 wurde die Kapelle wegen Straßenbaumaßnahmen um fünf Meter versetzt und schließlich 1996/97 renoviert und neu geweiht. Dabei wurde auch eine neue Pieta gestiftet, nachdem man 1995 festgestellt hatte, dass die alte zwischen 1979 und diesem Zeitpunkt spurlos verschwunden war.
Heute ist die Kapelle vor allem Gesprächsthema im Zusammenhang mit der geplanten Tieferlegung der Bundesstraße. Die Fahrbahn soll an der höchsten Stelle der Kuppe um sechs bis sieben Meter abgetragen werden. Der Standort der Kapelle soll erhalten bleiben, der Hügel mittels einer Stützmauer gehalten werden. Da im Dorf Widerstand gegen das Vorhaben herrscht, wird es nochmals überprüft. Für Besuche und Gebete steht die Kapelle vor allem an Sonntagen Besuchern offen.

## Legende um die Kapelle

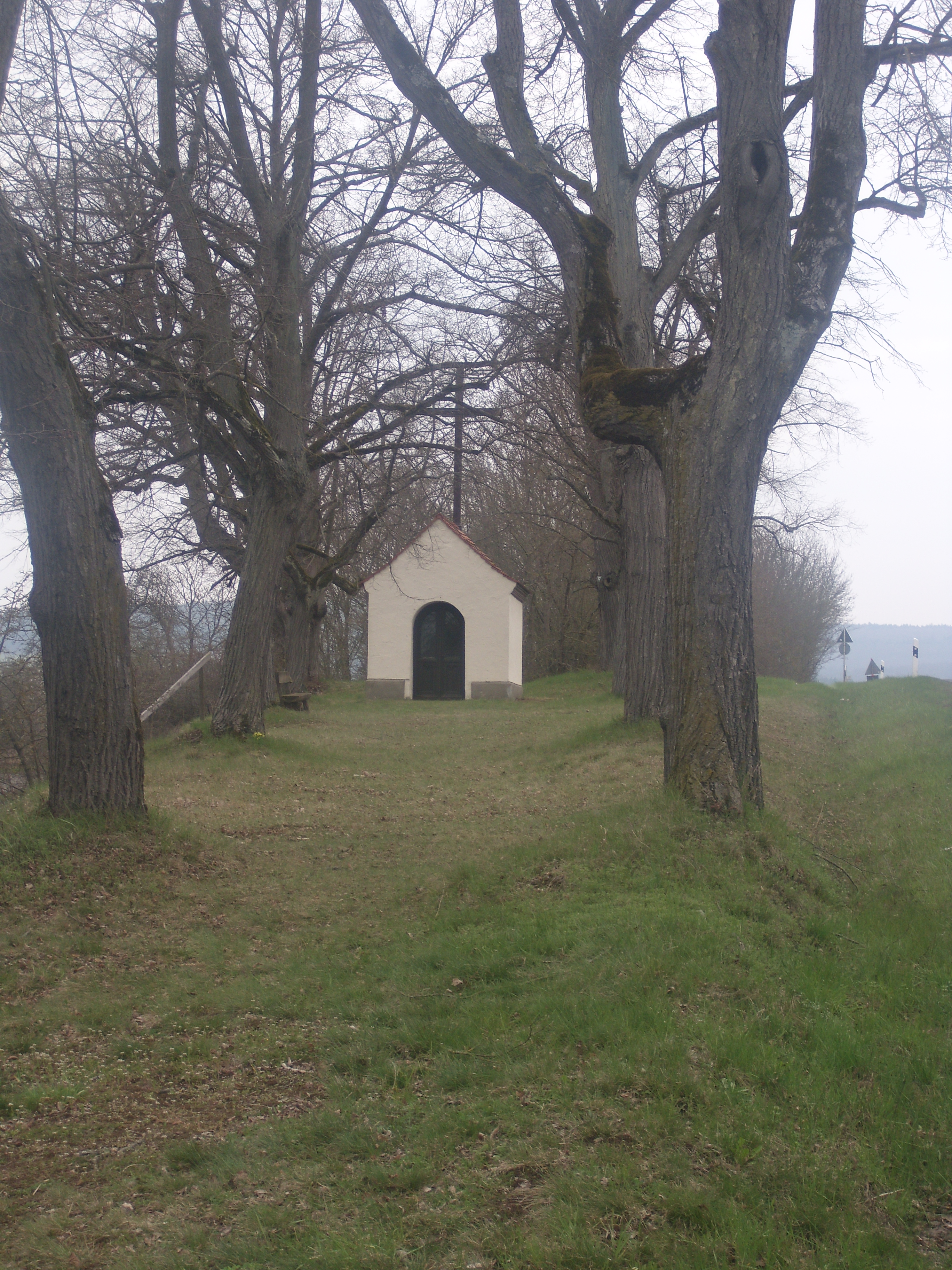
Frontansicht auf die Kapelle

Sagenumwoben ist die Armenseelenkapelle. Es heißt, dass da, wo sie steht, Graf Poppo, der Henneberger, auf dem Wege zur Lichtenburg den schweren Wunden erlegen sei, die der Tapfere in der Schlacht am Blutgraben bei Oberstreu am 7. August 1078 in der er für seinen König Heinrich IV. stritt, erhalten hatte. Seine Söhne sollen zum Gedächtnis die Kapelle errichtet haben.

## Brauchtum
Immer am Palmsonntag versammelt sich die katholische Kirchengemeinde am Gotteshaus, um das Evangelium zu hören. Danach zieht die Gemeinde in einer Prozession zur Pfarrkirche Sankt Vitus, um die Passion Christi zu hören und die Messe zu feiern.
Durch die Prozession wird der Brauchtum der Palmstöcke aufrechterhalten.